# Pennahia macrocephalus
Pennahia macrocephalus är en fiskart som först beskrevs av Tang, 1937.  Pennahia macrocephalus ingår i släktet Pennahia och familjen havsgösfiskar. Inga underarter finns listade i Catalogue of Life.